# Monk Hazel
Arthur „Monk“ Hazel (* 15. August 1903 in 
Harvey, Louisiana; † 5. März 1968 in New Orleans) war ein US-amerikanischer Jazzschlagzeuger, der gelegentlich auch Kornett und Mellophon spielte. Er galt als einer der letzten Vertreter des Dixieland-Stils und wirkte an dessen Wiederbelebung während der Swing-Ära mit.
Harvey wuchs in Gretna und New Orleans auf. Musikalisch trat er erstmals 1920 bei Emmett Hardy in Erscheinung, spielte 1924 bei Abbie Brunis’ Halfway House Orchestra und 1925 bei Tony Parenti.
Bis 1928 hatte er dann eine eigene Band, bevor er nach New York ging und bei Johnny Hyman und Jack Pettis spielte, was ihm wiederum für drei Jahre eine eigene Gruppe ermöglichte. Bevor er kriegsbedingt 1942 und 1943 bei der US-Army diente, spielte er bei Gene Austin in Hollywood neben Schlagzeug auch Kornett. 
Zurück in New Orleans gehörte er 1946 für 18 Monate mit Johnny Wiggs, Julian Laine, Bujie Centobie, Armand Hug und Chink Martin zu einer All-Star-Band, die wöchentlich für den Sender WSMB arbeitete. 1950 trat er bei Sharkey Bonano auf. Später wirkte er auch bei George Girard, Mike Lala, Santo Pecora, Bob Havens und anderen Größen der Jazz-Szene von New Orleans mit.
1954 nahm er mit Monk Hazel & His New Orleans Jazz Kings (u. a. mit Al Hirt, Pete Fountain und Phil Darois) das einzige Album unter eigenem Namen auf (neben vier Stücken mit seiner 1928er Band), das bei Southland Records erschien.